# Bosco di Sargiano
Bosco di Sargiano este o arie protejată (arie specială de conservare — SAC, sit de importanță comunitară — SCI) din Italia întinsă pe o suprafață de 15 ha, integral pe uscat.

## Localizare
Centrul sitului Bosco di Sargiano este situat la coordonatele 43°25′57″N 11°51′22″E / 43.4325°N 11.856111°E.

## Înființare
Situl Bosco di Sargiano a fost declarat sit de importanță comunitară în iunie 1995 pentru a proteja 3 specii de animale. Situl a fost protejat și ca arie specială de conservare în mai 2016.

## Biodiversitate
Situată în ecoregiunea mediteraneană, aria protejată conține 2 habitate naturale: Păduri de Quercus ilex și Quercus rotundifolia, Păduri panonice-balcanice de stejar turcesc - stejar sesil.
La baza desemnării sitului se află mai multe specii protejate de  păsări (3): sfrâncioc roșiatic (Lanius collurio), mierlă albastră (Monticola solitarius), codroșul de pădure (Phoenicurus phoenicurus)
Pe lângă speciile protejate, pe teritoriul sitului au mai fost identificate 8 specii de plante.